# Antoine Savoye
Pour les articles homonymes, voir Savoye.
Antoine Savoye est un sociologue et universitaire français. Il est professeur émérite de sciences de l'éducation à l'université Paris-VIII et spécialiste de socio-histoire de l'éducation et de l'éducation nouvelle.

## Biographie
Antoine Savoye soutient une thèse de sociologie intitulée Genèse de la sociologie d'intervention, dirigée par Henri Lefebvre à l'université Paris-Nanterre en 1979. Il est maître de conférences puis professeur à l'université Paris-8.

## Activités scientifiques et éditoriales
Il publie en 1986 avec Bernard Kalaora Les inventeurs oubliés. Le Play et ses continuateurs aux origines des sciences sociales,.
Il est membre du conseil d'administration de la Société d'économie et de sciences sociales et directeur de publication de sa revue, Les Études sociales,.

## Publications
- « Les continuateurs de Le Play au tournant du siècle », Revue française de sociologie, vol. 22, no 3,‎ juillet-septembre 1981, p. 315-344 (lire en ligne, consulté le 10 octobre 2020).
- avec Bernard Kalaora, Les Inventeurs oubliés : Le Play et ses continuateurs aux origines des sciences sociales, Champ Vallon, 1989, 293 p. (ISBN 978-2-87673-051-9, lire en ligne).
- Les Débuts de la sociologie empirique : Études socio-historiques (1830-1930), Klincksieck, 1994, 244 p. (ISBN 978-2-86563-320-3).
- « Analyse institutionnelle et recherches socio-historiques : quelle compatibilité ? », L'Homme & la société, no 147,‎ 2003, p. 133-150.
- (co-dir.) avec Fabien Cardoni, Frédéric Le Play : Parcours, audience, héritage, Presses des mines, 2007, 327 p. (ISBN 978-2-35671-194-6, lire en ligne).
- (éd. scient.) avec Frédéric Audren, Frédéric Le Play et ses élèves. Naissance de l’ingénieur social : Les ingénieurs des mines et la science sociale au XIXe siècle, Paris, Presses des mines, 2008, 334 p. (ISBN 978-2-911762-96-3).
- « Anton Makarenko, des colonies de travail au panthéon de l’Éducation nouvelle », in Laurent Gutierrez, Laurent Besse & Antoine Prost, Réformer l’école. L’apport de l’Éducation nouvelle (1930-1970), Grenoble, PuG, 2012,  (ISBN 9782706117459) p. 53-62.
- « Les ouvrages princeps (1959-1976) et l’institutionnalisation des sciences de l’éducation », in Françoise F. Laot & Rebecca Rogers, Les sciences de l'éducation. Émergence d'un champ de recherche dans l'après-guerre, PUR, 2015,  (ISBN 978-2-7535-4058-3) p. 249-262
- « Existe-t-il des « couples d’intellectuels » dans le mouvement leplaysien ? Conjugalité et science sociale », Les Études Sociales, no 170,‎ février 2019, p. 227-236 (lire en ligne, consulté le 10 octobre 2020).